# Mimemodes koebelei
Mimemodes koebelei is een keversoort uit de familie kerkhofkevers (Monotomidae). De wetenschappelijke naam van de soort werd in 1902 gepubliceerd door Thomas Blackburn.